# Breviksbadet (Lidingö)
Ej att förväxla med Breviksbadet i Åkersberga.

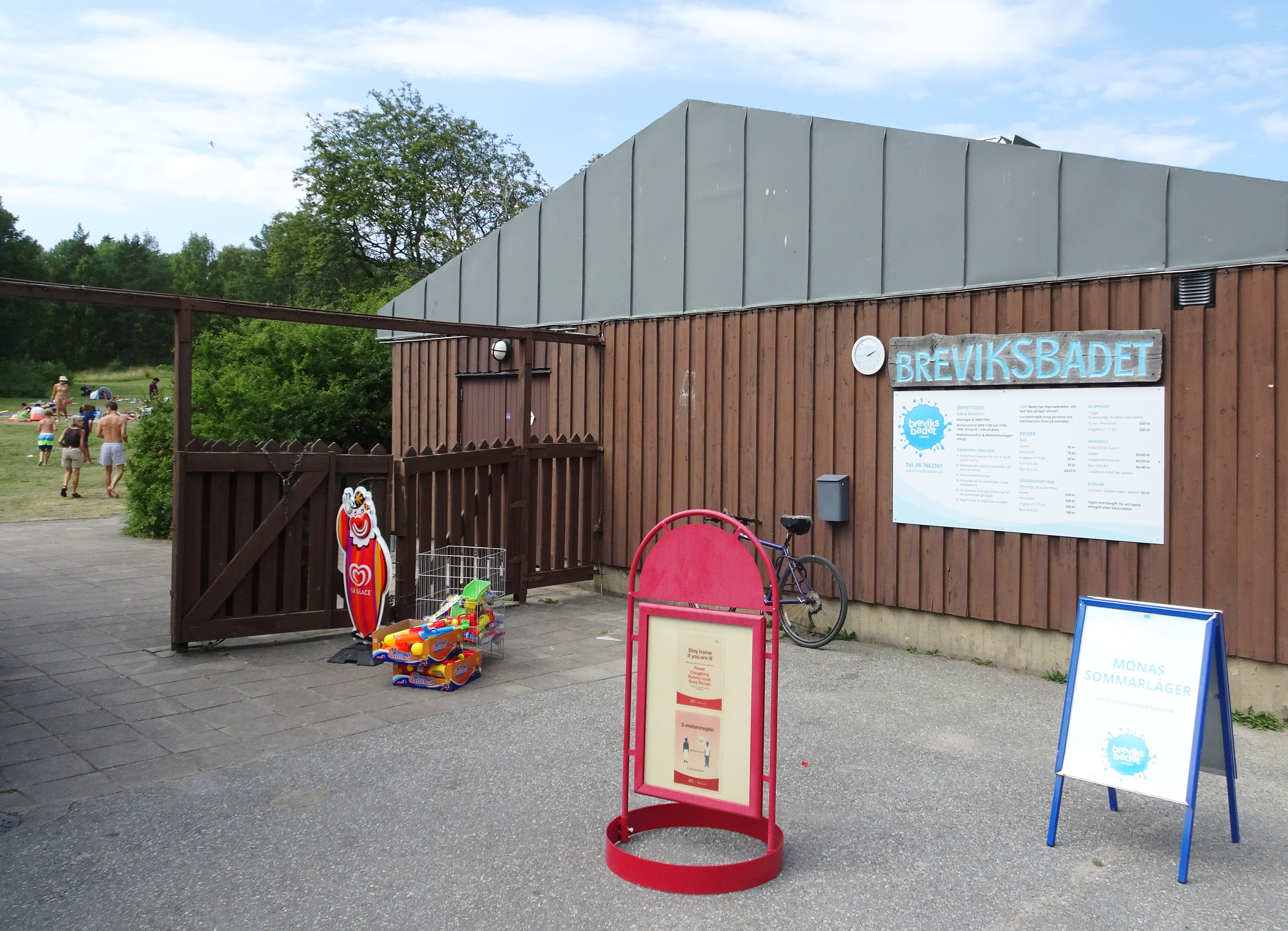
Breviksbadets entré, juli 2021.

Breviksbadet är ett kommunalt utomhus bassängbad vid Gåshagavägen 1 i kommundelen Brevik i Lidingö kommun. Anläggningen invigdes 1969.

## Historik
En stadsplan för grönområdet vid östra sidan om Kottlasjön upprättades 1969 av Lidingös stadsarkitektkontor. En allmän utredning av hela Lidingös badfråga avseende såväl inom- som utomhusbad utfördes dessförinnan av Vattenbyggnadsbyrån (VBB). Därefter beslöts 1968  i Lidingös stadsfullmäktige  ”att uppdraga åt byggnadsnämnden att snarast framlägga förslag till bassängbad vid Kottlasjöns östra ände”. I anläggningen skulle ingå en bassäng med 25 meter och en plaskdamm samt erforderliga servicebyggnader som kiosk, omklädningsrum, maskinhus och expedition. För bilburna badgäster skulle det finnas en parkeringsplats. Man föreslog även motionsrum som skulle vara öppna vintertid, vinteröppet realiserades dock inte.

## Beskrivning
Breviksbadet byggdes 1969 och dess arkitekt ville att bassängerna skulle smälta naturligt in i omgivningen. För att lätta upp de strikta bassängerna placerade man ut stora stenblock i vattnet och en befintlig klipphäll integrerades i stora bassängen. Anläggningen består av en utomhusbassäng i vinkel på 25x25 meter med 4 simbanor samt norr därom av en plaskbassäng på 15x15 meter med ett 30 centimeter  vattendjup. Vattnet är uppvärmt till 26-27 grader med hjälp av ett bergvärmesystem. Bassängerna omges av stora plana gräsytor att solbada på.
Badanläggningen, som i första hand är avsedd för barn i de lägre åldrarna är inhägnad på stor gräsbevuxen yta på totalt tre ha. Anläggningen är också försedd med en mindre servering, minigolfbana, eldrivna minibilar, omklädningsrum, dusch och bastu. Breviksbadet har inga badvakter, allt bad sker på eget ansvar. Anläggningen drivs idag (2021) av företaget Neidert Aktivitetscenter AB, som har ett arrendeavtal med kommunen vilken äger och svarar för merparten av kostnaderna. För att få utnyttja badet tas en inträdesavgift ut.

## Bilder

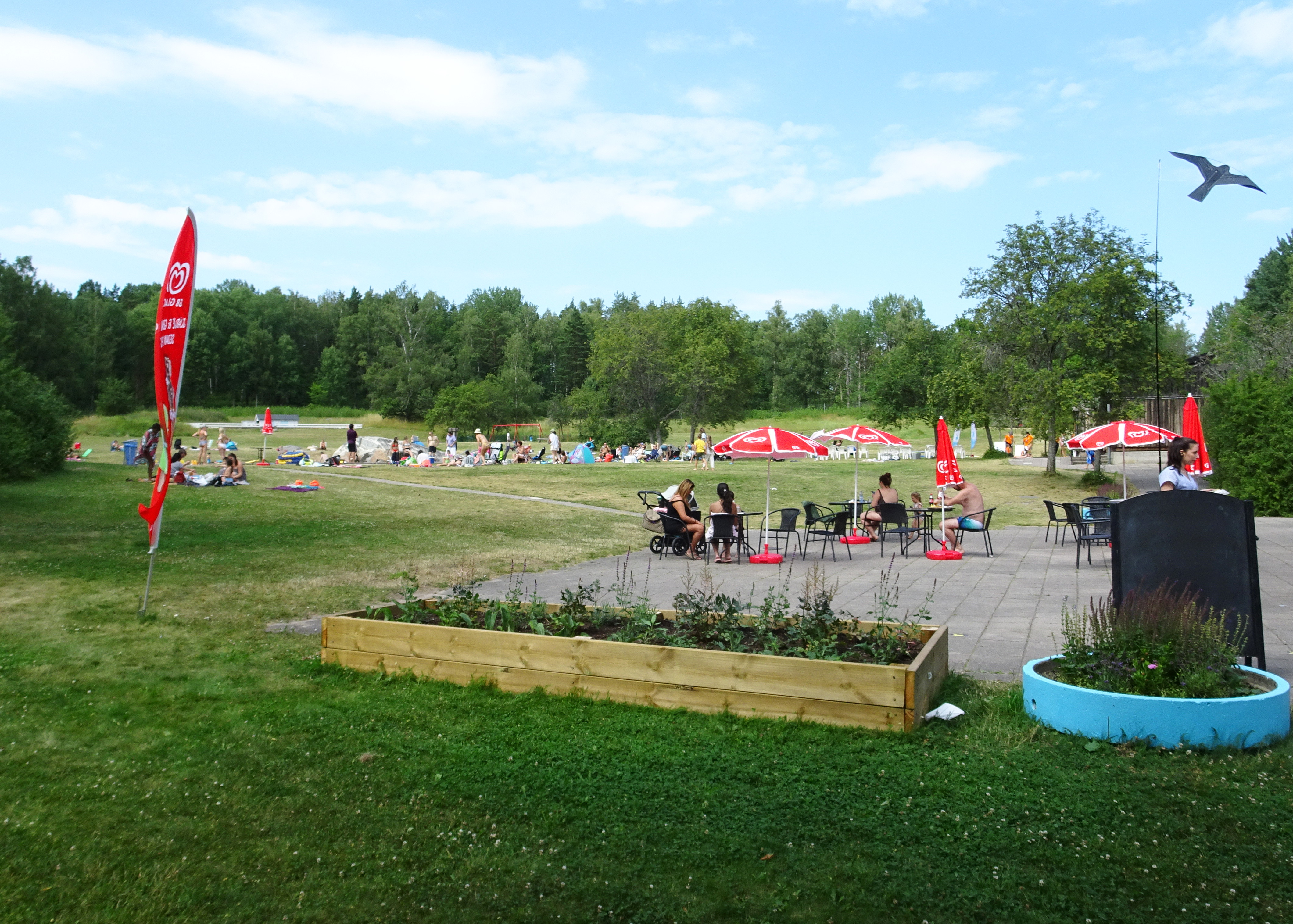
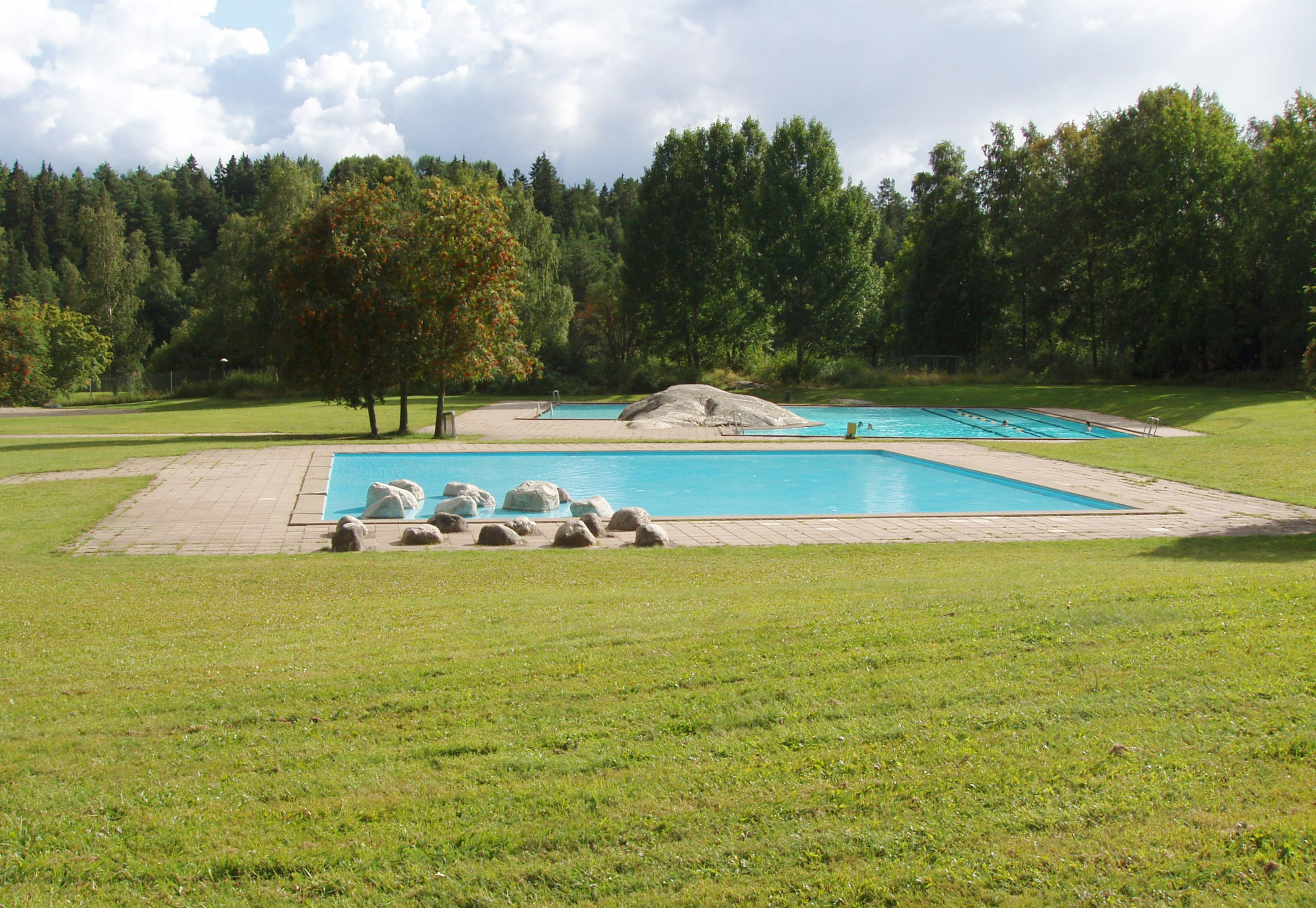
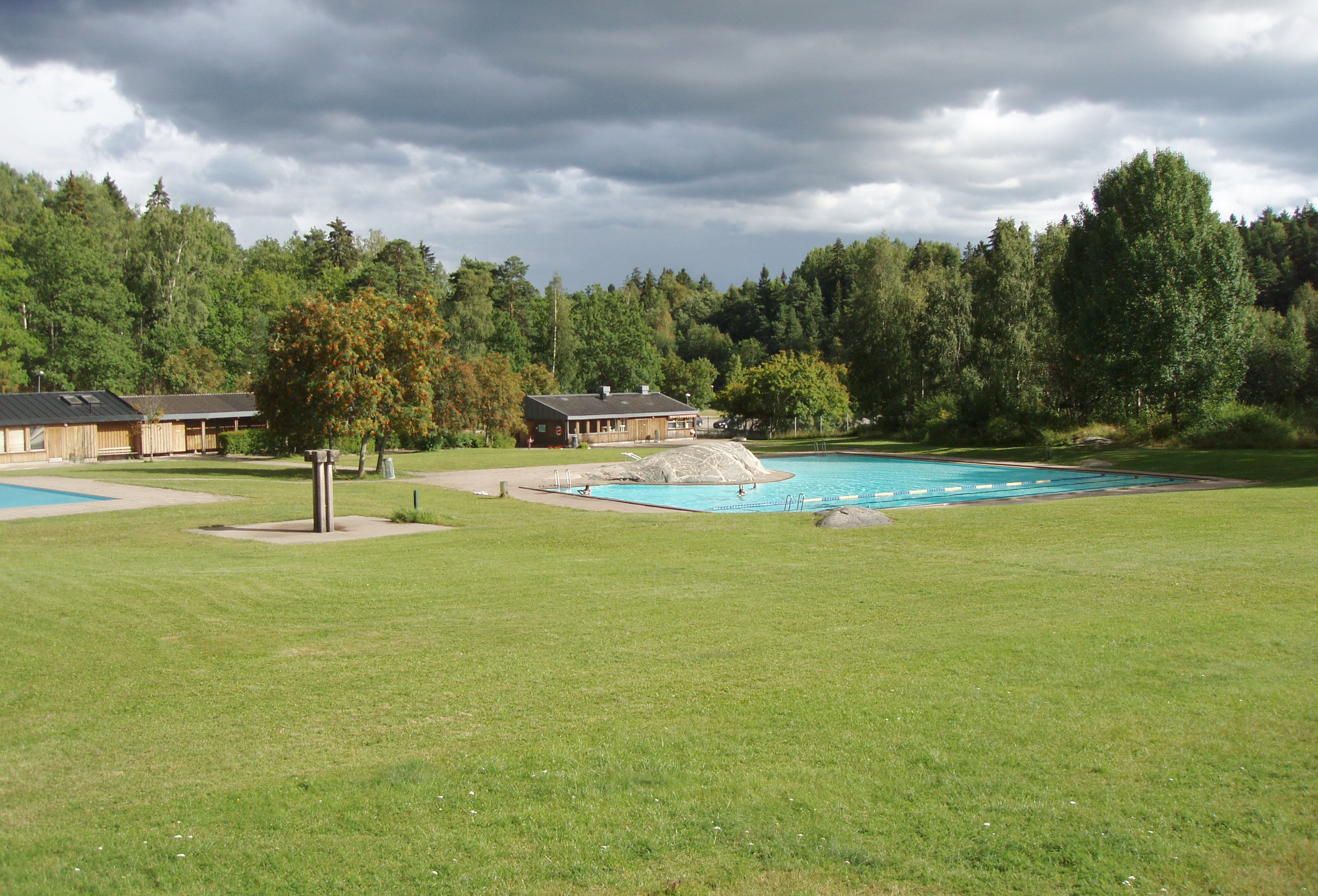
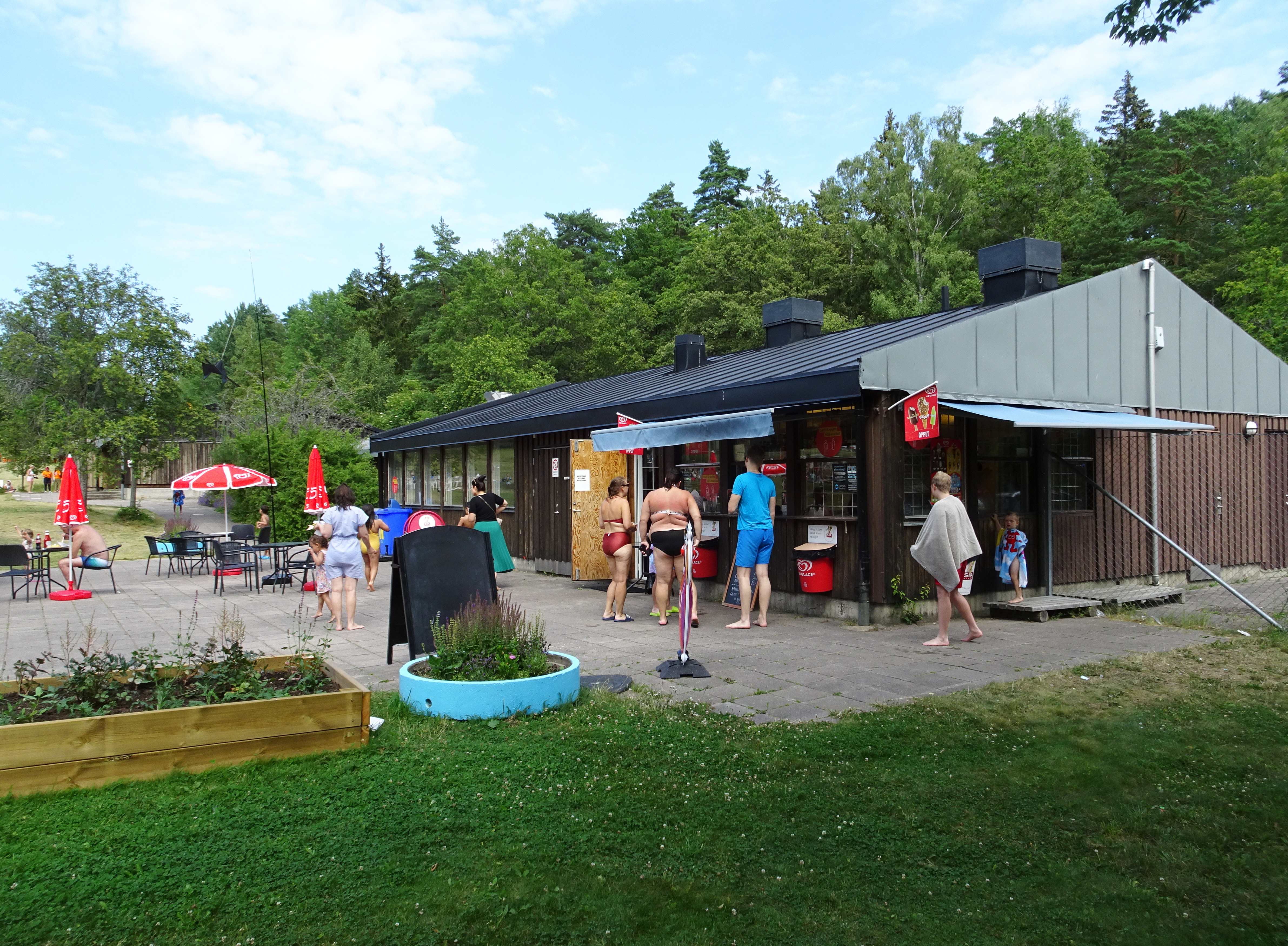

### Breviksbadets motionsgård
Företaget Hälsoskolan driver en motionsgård i Breviksbadets anläggning utan krav på medlemskap, öppet april till september med utrustning för styrketräning, bastu, toaletter och dusch. Breviksbadet med motionsgård ligger i direkt anslutning till Lidingö stads motionsslinga 3 km med kvällsbelysning och promenadstråk i området vid Kottlasjön och Långängen tillhörande Långängen-Elfviks naturreservat. Lidingöloppets bansträckning rundar Breviksbadet på den södra sidan för att sedan gå vidare norrut förbi Långängen.